# Lliure de regalies
Lliure de regalies, lliure de royalties o en la seva expressió anglesa Royalty-free o RF fa referència als drets associats a material digital. En aquest cas es tracta de material amb copyright o propietat intel·lectual però sense la necessitat de pagar regalies (royalties) o una llicència.

## Fotografia i il·lustracions
Dins de la fotografia i la il·lustració el terme fa referència a un tipus de licencia de copyright mitjançant la qual l'usuari pot utilitzar la imatge de manera totalment lliure sense cap restricció basada en el pagament d'alguna taxa única al llicenciador. L'usuari pot, d'aquesta manera, fer ús de la imatge per a múltiples projectes sense haver d'adquirir cap llicència addicional. Las llicències lliure de regalies es caracteritzen per haver de ser generals a tot el públic i no poder ser donades en exclusiva a un sol individu. En fotografia de stock, RF és una de les llicencies més comunes a diferencia de la llicencia de drets gestionats i també dels models de negoci basats en subscripcions. La majoria de repositoris d'imatges permeten fer ús de filtres per a buscar només imatges amb llicencies d'ús com aquesta.

### Importància de la citació
Tot i que en la majoria, per no dir tots, els casos, la citació i menció de l'autor/a de la fotografia o il·lustració sempre és recomanable afegir-lo en les referències del projecte així com un peu de pàgina. De normal aquest tipus de llicencies no busquen l'enriquiment i és un mínim esforç per part de l'usuari el fet de donar a conèixer qui ha realitzat la fotografia.

## Estàndards en ordinadors
La majoria dels estàndards de la Indústria informàtica, especialment aquells que han estat desenvolupats i acceptats pels consorcis industrials o per companyies individuals, impliquen el pagament de royalties per utilitzar els seus estàndards. Aquestes regalies són generalment carregades al producte base, de manera que el fabricant ha de pagar una mínima taxa fixa per cada dispositiu que ven. Degut als milions de dispositius que es poden arribar a vendre a l'any, las regalies (que d'entrada semblen un mínim benefici) poden suposar una suma de diversos milions de dòlars, el que en contrapart és una carrega important per al fabricant. Diversos exemples d'estàndards basats en regalies són: IEEE 1394, HDMI i H.264/MPEG-4 AVC.
Els estàndards lliure de royalties no inclouen cap tipus de taxa per dispositiu ni per volum de ventes o pagament anuals per la utilització de l'estàndard en qüestió; tot i això el text que descriu les especificacions està generalment protegit i ha de ser adquirit des de l'organisme d'estandardització. Exemples d'aquest tipus serien: DisplayPort, VGA, VP8, Matroska i USB 3.0.